# 山下芳輝
山下 芳輝（やました よしてる、1977年11月21日 - ）は、福岡県福岡市出身の元サッカー選手。ポジションはフォワード。

## 来歴・人物
福岡県福岡市出身で、東福岡高校サッカー部でプレー。当時の東福岡高校は志波芳則監督の指導で隆盛期にあり、山下が3年生として参加した1995年度の第74回高校選手権では小島宏美とのFWコンビでベスト4に進出した。同期には生津将司、西政治、1学年下に古賀正紘、2学年下に本山雅志・手島和希、古賀大三らがいる。
高校卒業後、山下は1996年にJリーグへ同年昇格したアビスパ福岡へ入団。地元出身の希望の星として注目され、開幕戦 でJリーグデビューを果たした。以後、下位に低迷する苦しいチーム事情の中、上野優作と2トップを組み、1997年のJ1参入決定戦では1回戦（J1参入決定予備戦）の川崎フロンターレ戦で後半途中から出場し、ロスタイムに同点ゴールを決め、クラブを2部(J2)降格の危機から救った。その後も福岡のエースとして活躍する一方、日本代表（五輪代表監督兼務）のフィリップ・トルシエ監督から2000年のシドニー五輪に向け1999年に開催されたアジア地区予選のU-22日本代表に選出された。オリンピック本戦出場はならなかったものの、その後の2001年にはトルシエ監督により日本代表（フル代表）にも招集され、FIFAコンフェデレーションズカップ2試合に出場した。しかし同年に福岡はJ2に降格し、山下は福岡と入れ替わりで1部(J1)に昇格したベガルタ仙台へ期限付き移籍した。
2002年、山下は仙台のエースとしてJ1リーグ全30試合に出場し、自己最高となる10ゴールを記録したが、同年の2002 FIFAワールドカップには登録されなかった。2003年にはジーコ監督により再び日本代表に招集されて1試合に出場したが、ゴールはならなかった。同年、仙台はJ2へ降格し福岡もJ1昇格に失敗したため、山下は再び移籍を希望して、2004年に柏レイソルへ完全移籍で入団した。しかし柏では思うような活躍が出来ず、3シーズンの在籍中にリーグ戦23試合出場で1得点に終わった。その中で、2004年のJ1・J2入れ替え戦では古巣の福岡と対戦し、2005年にはシーズン途中に大宮アルディージャへ短期の期限付き移籍を行い、2シーズンぶりの得点（結果的にJ1でのラストゴール）を決めたが、その間に柏がJ2降格となり、2006年には初めてJ2でのプレーとなった。
2007年、山下は日本フットボールリーグ(JFL)の栃木SCへ入団。チームのプロ化を急速に進める栃木の中心として期待された。同リーグではFC岐阜に在籍した小島宏美と対戦し、シーズン途中には上野優作が途中加入して6年ぶりにチームメイトとなった。2008年、同じJFLのFC琉球で総監督に就任したトルシエは山下を呼び、チームに自分の指導を伝える役割も期待したが、チーム目標だったJリーグ参加や上位進出はならなかった。2010年シーズン後にFC琉球との契約が終了し、2011年3月に現役引退を発表した。
引退後は地元福岡県でスポーツイベントの企画・運営を行う会社を立ち上げ、社長に就任。
なお、仙台時代の応援歌の原曲はTHE MODSの「PRISONER（野獣を野に放て）」 。柏時代はTHE HIGH-LOWSの「スーパーソニックジェットボーイ」。

## 所属クラブ
- 1990年 - 1992年 福岡市立香椎第三中学校[5]
- 1993年 - 1995年 東福岡高等学校[5]
- 1996年 - 2001年 アビスパ福岡
  - 2002年 - 2003年 ベガルタ仙台 (期限付き移籍)
- 2004年 - 2006年 柏レイソル
  - 2005年9月 - 同年12月 大宮アルディージャ (期限付き移籍)
- 2007年 栃木SC
- 2008年 - 2010年 FC琉球

## 個人成績
| 国内大会個人成績 | 国内大会個人成績 | 国内大会個人成績 | 国内大会個人成績 | 国内大会個人成績 | 国内大会個人成績 | 国内大会個人成績 | 国内大会個人成績 | 国内大会個人成績 | 国内大会個人成績 | 国内大会個人成績 | 国内大会個人成績 |
| 年度             | クラブ           | 背番号           | リーグ           | リーグ戦         | リーグ戦         | リーグ杯         | リーグ杯         | オープン杯       | オープン杯       | 期間通算         | 期間通算         |
| 年度             | クラブ           | 背番号           | リーグ           | 出場             | 得点             | 出場             | 得点             | 出場             | 得点             | 出場             | 得点             |
| 日本             | 日本             | 日本             | 日本             | リーグ戦         | リーグ戦         | リーグ杯         | リーグ杯         | 天皇杯           | 天皇杯           | 期間通算         | 期間通算         |
| ---------------- | ---------------- | ---------------- | ---------------- | ---------------- | ---------------- | ---------------- | ---------------- | ---------------- | ---------------- | ---------------- | ---------------- |
| 1996             | 福岡             | -                | J                | 19               | 2                | 6                | 2                | 2                | 2                | 27               | 6                |
| 1997             | 福岡             | 9                | J                | 13               | 3                | 6                | 0                | 3                | 0                | 22               | 3                |
| 1998             | 福岡             | 14               | J                | 32               | 7                | 3                | 0                | 1                | 0                | 36               | 7                |
| 1999             | 福岡             | 14               | J1               | 25               | 6                | 1                | 0                | 2                | 1                | 28               | 7                |
| 2000             | 福岡             | 14               | J1               | 8                | 3                | 0                | 0                | 0                | 0                | 8                | 3                |
| 2001             | 福岡             | 14               | J1               | 21               | 6                | 3                | 1                | 1                | 0                | 25               | 7                |
| 2002             | 仙台             | 13               | J1               | 30               | 10               | 0                | 0                | 1                | 0                | 31               | 10               |
| 2003             | 仙台             | 13               | J1               | 29               | 4                | 4                | 1                | 1                | 1                | 34               | 6                |
| 2004             | 柏               | 9                | J1               | 13               | 0                | 3                | 0                | 0                | 0                | 16               | 0                |
| 2005             | 柏               | 9                | J1               | 9                | 1                | 2                | 0                | -                | -                | 11               | 1                |
| 2005             | 大宮             | 31               | J1               | 5                | 0                | 2                | 0                | 1                | 0                | 8                | 0                |
| 2006             | 柏               | 9                | J2               | 5                | 0                | -                | -                | 0                | 0                | 5                | 0                |
| 2007             | 栃木             | 9                | JFL              | 28               | 6                | -                | -                | 2                | 0                | 30               | 6                |
| 2008             | 琉球             | 33               | JFL              | 31               | 6                | -                | -                | -                | -                | 31               | 6                |
| 2009             | 琉球             | 9                | JFL              | 30               | 9                | -                | -                | -                | -                | 30               | 9                |
| 2010             | 琉球             | 9                | JFL              | 32               | 4                | -                | -                | 0                | 0                | 32               | 4                |
| 通算             | 日本             | 日本             | J1               | 204              | 42               | 30               | 4                | 12               | 4                | 246              | 50               |
| 通算             | 日本             | 日本             | J2               | 5                | 0                | -                | -                | 0                | 0                | 5                | 0                |
| 通算             | 日本             | 日本             | JFL              | 121              | 25               | -                | -                | 2                | 0                | 123              | 25               |
| 総通算           | 総通算           | 総通算           | 総通算           | 330              | 67               | 30               | 4                | 14               | 4                | 374              | 75               |

その他の公式戦
- 1998年
  - J1参入決定戦 5試合1得点
- 2004年
  - J1・J2入れ替え戦 2試合0得点

- Jリーグ初出場 - 1996年3月16日 Jリーグ第1節 ジュビロ磐田戦 (ヤマハ、0-3)[5]
- Jリーグ初得点 - 1996年4月27日 Jリーグ第10節 京都パープルサンガ戦 (西京極、3-0)[5]

## 代表歴

### 出場大会など
- 1997年FIFAワールドユース
- 2001年FIFAコンフェデレーションズカップ2001・ブラジル戦 (初出場:2001年6月4日)

### 試合数
- 国際Aマッチ 3試合 0得点 (2001年 - 2003年)

| 日本代表 | 国際Aマッチ | 国際Aマッチ |
| 年       | 出場        | 得点        |
| -------- | ----------- | ----------- |
| 2001     | 2           | 0           |
| 2002     | 0           | 0           |
| 2003     | 1           | 0           |
| 通算     | 3           | 0           |

### 出場
| No. | 開催日         | 開催都市 | スタジアム                       | 対戦相手   | 結果 | 監督                 | 大会                       |
| --- | -------------- | -------- | -------------------------------- | ---------- | ---- | -------------------- | -------------------------- |
| 1.  | 2001年06月04日 | 茨城県   | 茨城県立カシマサッカースタジアム | ブラジル   | △0-0 | フィリップ・トルシエ | コンフェデレーションカップ |
| 2.  | 2001年07月01日 | 北海道   | 札幌ドーム                       | パラグアイ | ○2-0 | フィリップ・トルシエ | キリンカップ               |
| 3.  | 2003年04月16日 | ソウル   |                                  | 韓国       | ○1-0 | ジーコ               | 国際親善試合               |